# Swifton
Swifton est une ville située dans l’État américain de l'Arkansas, dans le comté de Jackson.

## Histoire

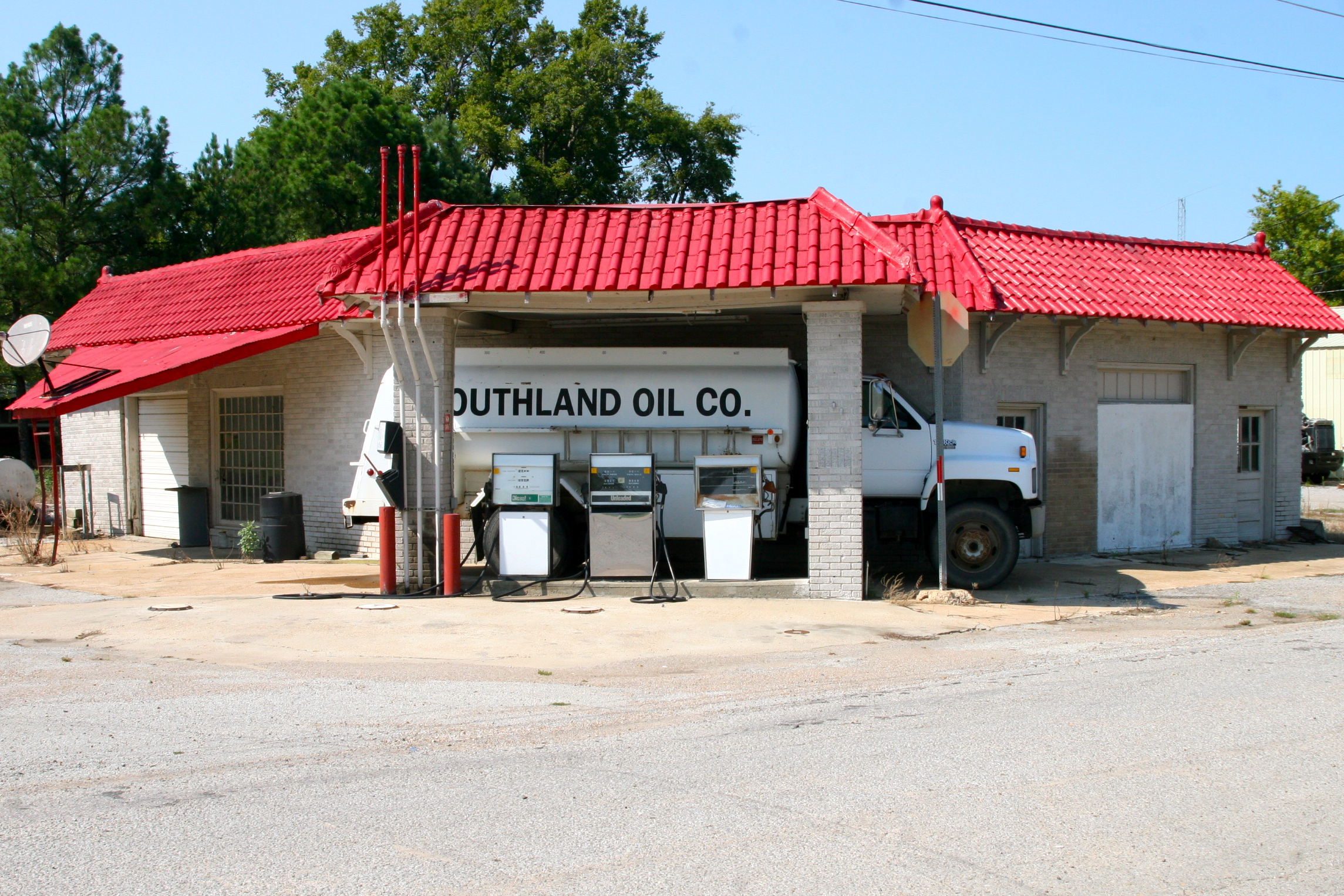
Station Phillips à Swifton